# Conops aureolus
Conops aureolus är en tvåvingeart som beskrevs av Schneider 2010. Conops aureolus ingår i släktet Conops och familjen stekelflugor. Inga underarter finns listade i Catalogue of Life.